# シカゴ風ピザ
シカゴ風ピザ（シカゴふうピザ、英: Chicago-style pizza）とはシカゴで発展した方式のピザで、数種のバリエーションがある。そのうちもっとも有名なディープディッシュ・ピザは、深さのある焼き皿で焼くためクラスト（生地）の縁が高くなっているのが特徴で、それを容器として大量のチーズと塊状のトマトソースを載せることができる。ほかのタイプとしてはスタッフト・ピザや薄型のピザがある。

## ディープディッシュ・ピザ
シカゴ市公認の文化史家ティム・サミュエルソンによると、シカゴ風のディープディッシュ・ピザを発明したのが誰かについては十分な資料がない。シカゴのピッツェリア・ウノの創業者アイク・スーエルが1943年に発明したとする風説もあるが、1956年の『シカゴ・デイリー・ニュース』の記事では、ウノの初代ピザシェフであるルーディ・マルナティがレシピを作ったと断定されている。
ディープディッシュ・ピザ (deep-dish pizza) が一般的なピザともっとも異なるのは、名前が示すようにクラスト（生地）が深皿のようになっている点で、フラットブレッドではなくパイに似た分厚いピザである。ただし、典型的なシカゴ風ディープディッシュ・ピザではクラスト自体の厚みは薄めか中程度である。
ディープディッシュ・ピザを焼く丸いスチール製焼き皿（パン）は、一般的なパン・ピザ用の焼き皿よりもケーキ用・パイ用のものに似ている。焼いた後に外しやすいように、焼き皿にはあらかじめ油を引いておく。これにはクラスト表面が揚げられたようになる効果もある。クラストに黄色みを出すため、生地には通常の小麦粉のほかにコーンミールやセモリナ粉、もしくは着色料を加えることがある。生地を焼き皿の側面に押し付けてボウル状の形を作り、その中に具材を層状にたっぷりと入れる。
トッピングが厚いディープディッシュ・ピザは焼き時間が長く、チーズなどを表面に載せていると焦げてしまう。このため具を載せる順序は普通のピザとは逆になる。生地の上にはまずチーズ（多くはモッツァレラの薄切り）を敷き詰め、その上にペパロニやソーセージなど好みの種類の肉を載せる。ハンバーガーパティのような肉を平らにならして入れる場合もある。その上にはタマネギ、キノコ、ピーマンなどの具も載せられる。一番上にはまだ火を通していないソースをかける。潰したトマト缶から作るソースが一般的である。ときにはその上からパルメザンチーズを振りかけて風味を付ける。いったんピザを切り分けるとソースや具の水分でクラストがふやけてしまうため、持ち帰りや配達のピザは切らずに提供するのが普通である。
ディープディッシュ・ピザを出すシカゴのレストランの中には、半調理済みの冷凍ピザを全米各地に配送するところもある。

ディープディッシュ・ピザ
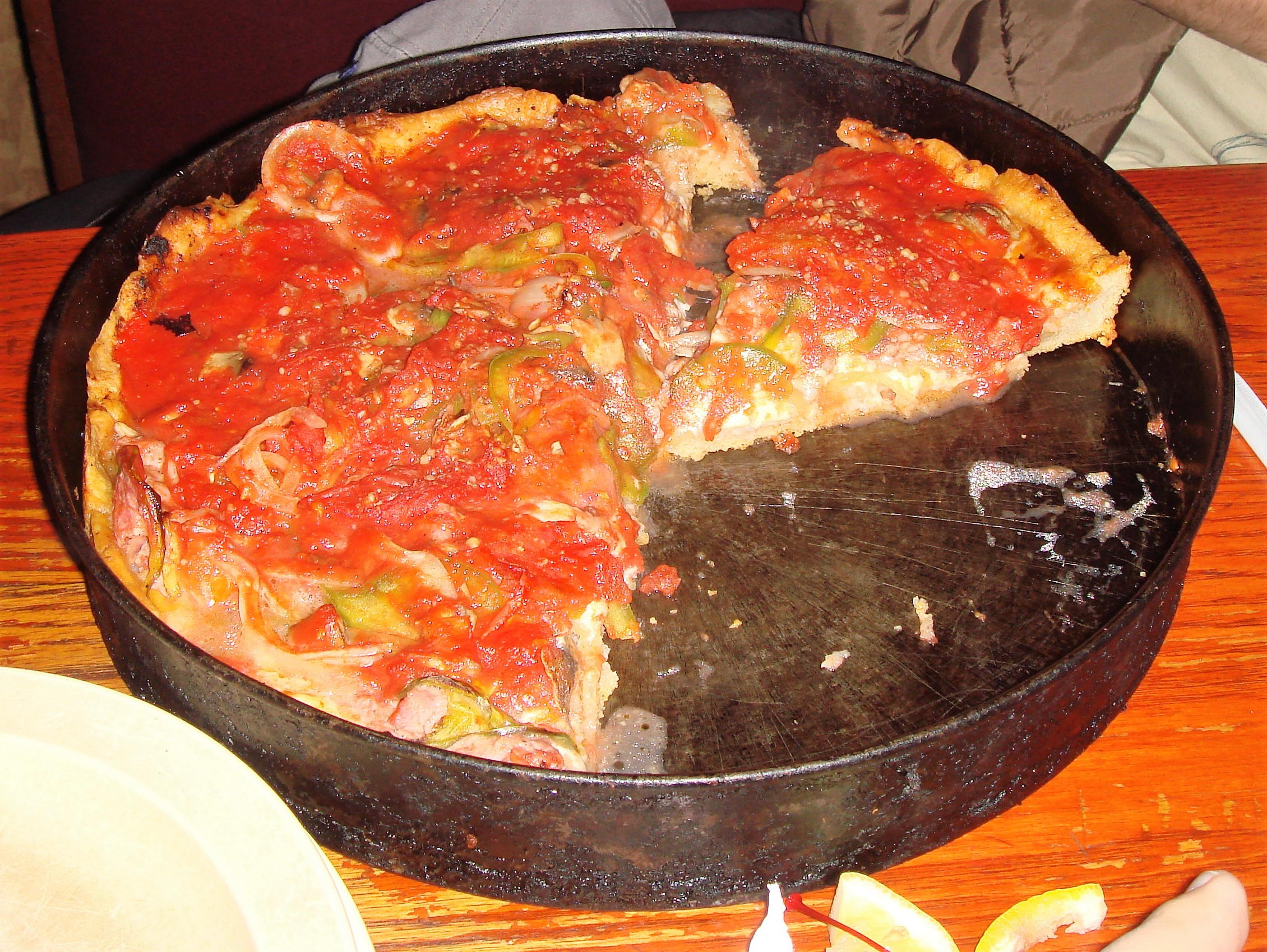
ピッツェリア・ウノのディープディッシュ・ピザ。
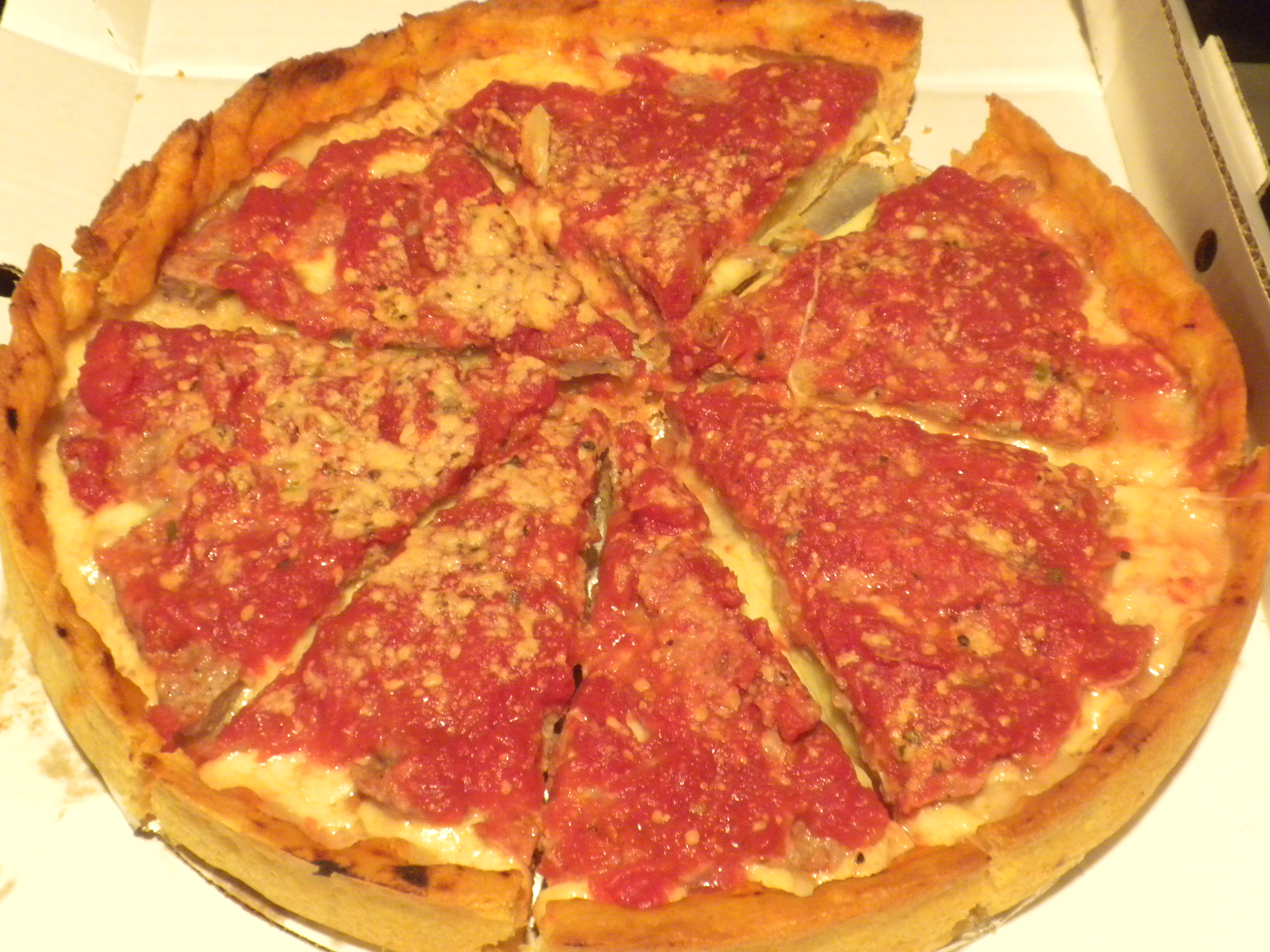
ルー・マルナティズのディープディッシュ・ピザ。
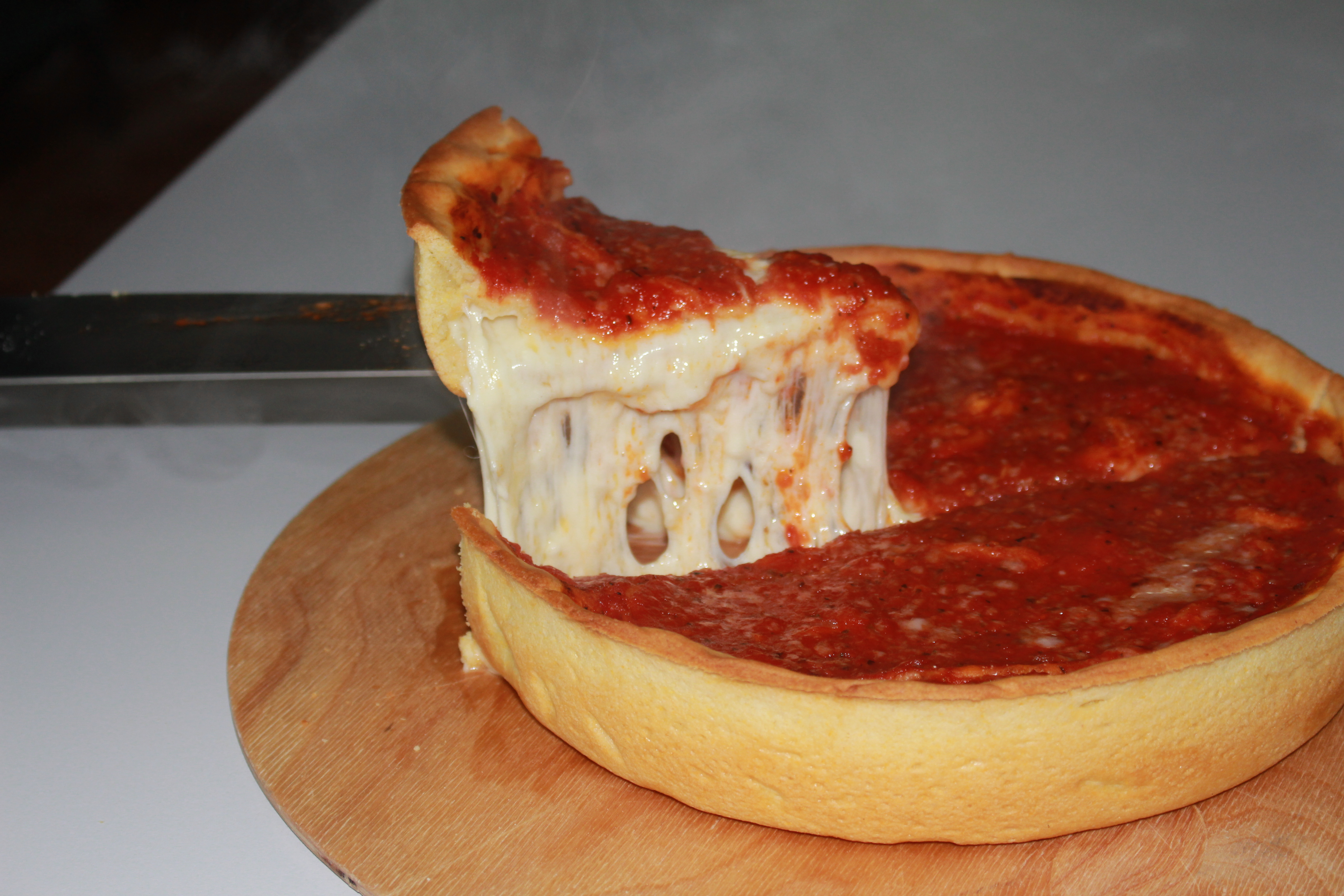
ディープディッシュ・ピザ。

## スタッフト・ピザ

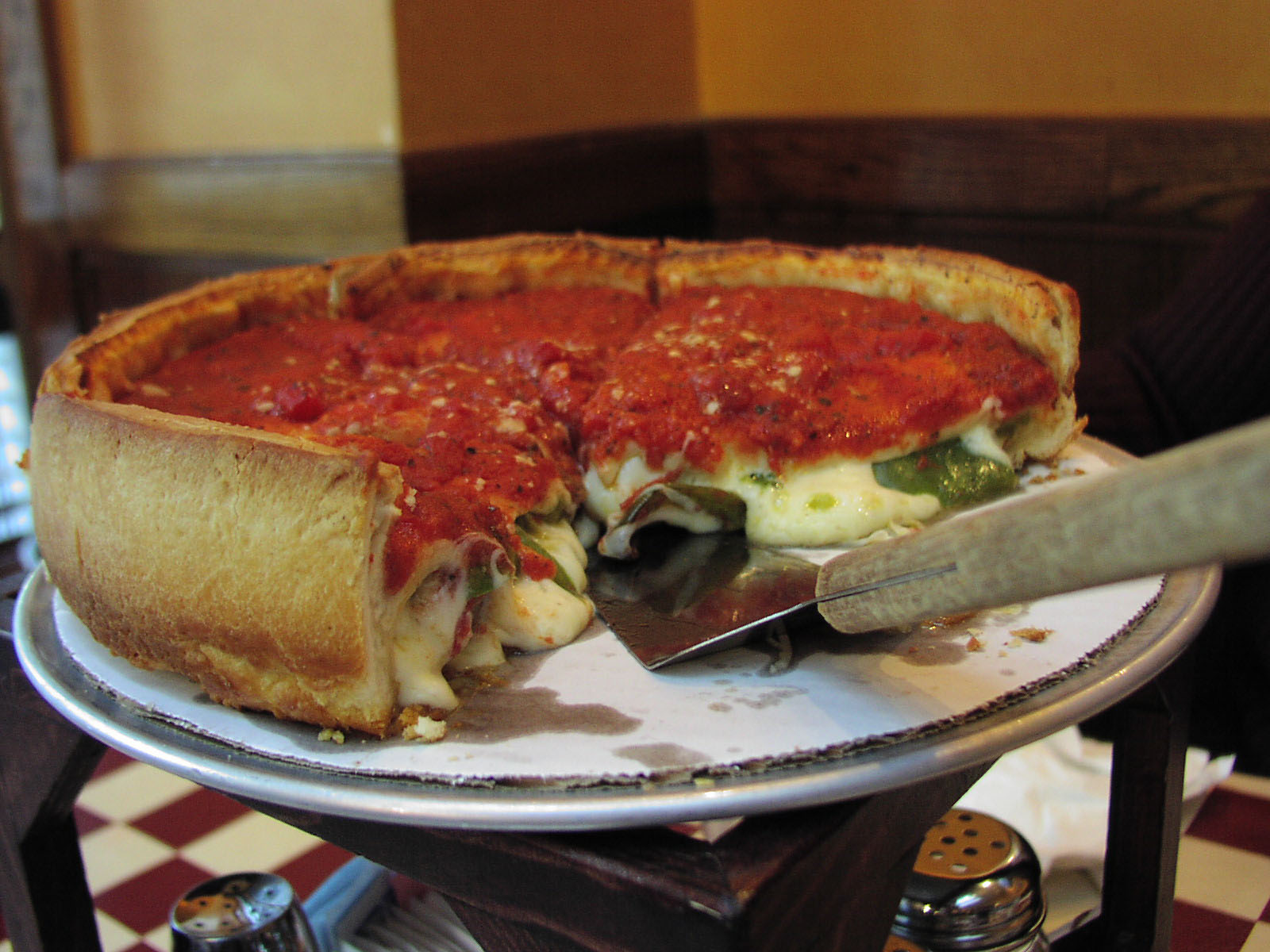
ジョルダーノズで提供されるスタッフト・ピザ。

1970年代半ば、シカゴのレストランチェーン2社がディープディッシュ・ピザを改良してスタッフト・ピザ（stuffed pizza、「詰め物ピザ」）を作り出した。その1社はロッコ・パレーズが創業したナンシーズ・ピザ 、もう1社はエフレンとジョセフのボグリオ兄弟が経営するジョルダーノズ・ピッツェリアである。パレーズが参考にしたのは、生まれ育ったイタリアのポテンツァで復活祭に食べるスカルチェッダ (scarciedda) というパイのレシピで、母から教わったものだった。『シカゴ・マガジン』はナンシーズとジョルダーノズのスタッフト・ピザを記事で取り上げ、この料理の知名度を高めた。
スタッフト・ピザはディープディッシュ・ピザよりさらに厚みがあるが、切り分けるまではそれ以外に見た目の差は少ない。スタッフト・ピザはほかのどんなピザと比べても具が密に詰まっている。作り方はディープディッシュ・ピザと似ており、深い焼き皿の内面に厚く生地を貼り付けてボウル状とし、その中に具とチーズを入れる。最後に上からもう1枚の生地を薄くかぶせて、側面の生地とくっつけて具を包み込む。
この段階では、ピザを覆った薄い生地は丸みを帯びてドーム型に見える。この「ふた」に小さな穴を開けることで、加熱中の蒸気を逃がして爆発しないようにすることが多い。必ずではないが、焼く前に生地のふたの上にトマトソースをレードルですくいかける。

## 薄型のピザ

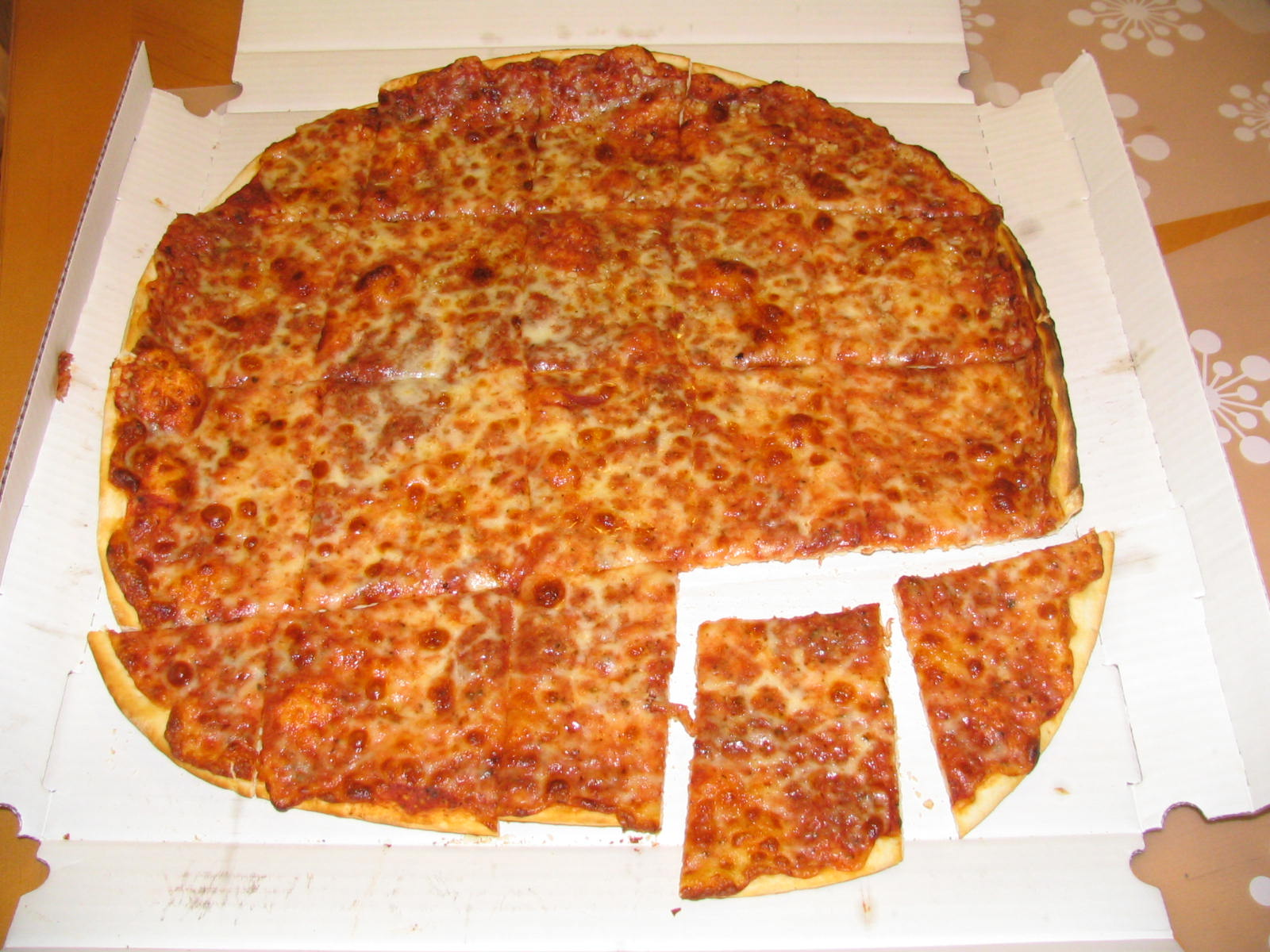
シカゴ風のパーティーカットされた薄手のピザ。

シカゴをはじめ中西部一帯では薄型のピザ (thin-crust pizza) も食べられている。クラストが薄いといっても堅くてパリパリしているところはニューヨーク風ピザと異なる。この種のピザはくさび型ではなく角型に切り分けられ、「タヴァーン（居酒屋）スタイル」「パブスタイル」「パーティーカット」などと呼ばれる。地元での売り上げは、全国でよく知られるディープディッシュ式よりも薄型のピザの方が多い。

## トッピング
アメリカのほとんどの地域でもっとも人気のピザトッピングはペパロニ（サラミの一種）であるが、シカゴではソーセージがペパロニを上回っている。

## 関連文献
- Bruno, Pasquale, Jr. (1983). The Great Chicago-Style Pizza Cookbook. McGraw-Hill Companies Inc.. ISBN 0809257300
- Ruby, Jeff (2010年7月). “The 25 Best Pizzas in Chicago”. Chicago（英語版）